# Музей одной картины имени Г. В. Мясникова
Музей одной картины имени Г. В. Мясникова — государственный музей в г. Пензе, филиал Пензенской областной картинной галереи им. К. А. Савицкого.
Открыт 12 февраля 1983 года.

## О музее
Уникальный, единственный в России и мире музей такого рода. Он не имеет постоянной экспозиции. Вниманию посетителей (зал рассчитан на 37 мест) представляется одно единственное живописное полотно, подробный рассказ о котором предваряет слайд-фильм о жизни и творчестве художника. Сеанс длится 45 минут. Он включает в себя слайд-фильм, рассказывающий о культуре той эпохи, когда жил и творил художник. По слайдам зрители знакомятся с творчеством мастера, его наиболее значительными произведениями. По завершении фильма открывается занавес и взору публики предстаёт картина, показ которой также сопровождается пояснительным текстом и музыкой.
Все литературно-музыкальные композиции поставлены по сценариям московского писателя В. И. Порудоминского режиссёром Л. Б. Веледницкой. Текст читали ведущие актёры столичных театров: Михаил Ульянов, Олег Ефремов, Олег Табаков, Ростислав Плятт и др. Режиссёр-постановщик слайд-фильмов: В. П. Сазонов.
Музей расположен в здании, являющемся памятником архитектуры второй половины XIX века.
Автор идеи и инициатор создания музея — Георг Васильевич Мясников (1926—1996), второй секретарь Пензенского обкома КПСС. 6 марта 2002 музею было присвоено его имя, а на здании музея открыта мемориальная доска, посвященная Г. В. Мясникову. После открытия этого музея, по мнению академика Д. С. Лихачёва, начался «пензенский музейный ренессанс».
В январе 2013 года был закрыт на переоснащение новыми мультимедийными технологиями и ремонт. Ежедневно, кроме четверга, в 13:00 в обязательном порядке проводится сеанс для одиночных посетителей.
По версии российского издания журнала «Forbes» (2011) музей входит в число шести примечательных музеев мира (под № 3), посвященных одной вещи, которые заслуживают внимания каждого.

## Экспозиции музея
С 1983 года в музее всего выставлялись 20 картин и одна икона:
- В. И. Суриков «Взятие снежного городка» (из собрания Государственного Русского музея) (в 1983 г.)
- Н. Н. Ге «Пётр I допрашивает царевича Алексея в Петергофе» (из собрания Государственного Русского музея) (в 1983 г.)
- П. А. Федотов «Сватовство майора» (из собрания Государственного Русского музея) (в 1984 г.)
- А. А. Пластов «Весна» (из собрания Государственной Третьяковской галереи) (в 1984 г.)
- В. Попков «Шинель отца» (из собрания Государственной Третьяковской галереи) (в 1985 г.)
- И. Я. Репин «Вечорницы» (из собрания Государственной Третьяковской галереи) (в 1985 г.)
- И. И. Шишкин «Корабельная роща» (из собрания Государственного Русского музея) (в 1986 г.)
- Тициан «Портрет молодой женщины» (из собрания Государственного Эрмитажа) (в 1987 г.)
- К. С. Петров-Водкин «После боя» (из собрания Музея Вооружённых Сил) (в 1987 г.)
- В. Л. Боровиковский «Портрет князя Куракина» (из собрания Государственного Русского музея) (в 1988 г.)
- А. К. Саврасов «Весенний день» (из собрания Владимирского художественного музея) (в 1989 г.)
- Рембрандт и Ян Викторс «Авраам и три ангела» (из собрания Государственного Эрмитажа) (в 1990 г.)
- В. М. Васнецов «Ковёр-самолет» (из собрания Нижегородского художественного музея) (в 1991 г.)
- И. И. Левитан «Октябрь» (из собрания Самарского художественного музея) (в 1992 г.)
- Б. М. Кустодиев «Портрет Ф. И. Шаляпина» (из собрания Государственного Русского музея) (в 1994 г.)
- Икона Казанской Божией Матери (из собрания Пензенской епархии) (в 2005—2009 гг.)
- И. И. Шишкин «Лес-осинник» (из собрания Пензенской картинной галереи) (в 2009—2013 гг.)
- Денис Санталов (Пенза, современный художник) «Храм строится…» (в 2013—2015 гг.)
- Франц Винтерхальтер «Портрет Варвары Дмитриевны Римской-Корсаковой» (из собрания Пензенской картинной галереи) (в 2015—2016 гг.)
- К. Д. Флавицкий «Княжна Тараканова» (авторское повторение из собрания Пензенской картинной галереи) (в 2016—2017 гг.)
- И. К. Макаров «Девочки-сёстры (Портрет Лизы и Наташи Араповых)» (из собрания Пензенской картинной галереи) (в 2017—2018 гг.)
- И. Е. Репин «Портрет священника Г. С. Петрова» (из собрания Пензенской картинной галереи) (в 2018—2019 гг.)

- И. К. Айвазовский «Приморский город. Вид Ялты» (из собрания Пензенской картинной галереи) (в 2019—2021 гг)
- И. И. Левитан «Тишина» (из собрания Государственного Русского музея) (в 2021—2022 гг.)
- Пауль Де Вос «Ворона в павлиньих перьях» (из собрания ГМИИ имени А. С. Пушкина) (в 2023—2023 гг.)
- И. С. Горюшкин-Сорокопудов «Поцелуй» (из собрания Пензенской картинной галереи) (в 2023—2023 гг.)
- Б. М. Кустодиев «Троицын день» (из собрания Саратовского государственного художественного музея имени А.Н. Радищева) (в 2023—2024 гг.)
- М. З. Шагал «Художник и его невеста» (из собрания Пушкинского музея) (в 2024—2025 гг.)

### Видео
- Музей одной картины
- Музей одной картины